# 1991: The Year Punk Broke
Pour plus de détails, voir Fiche technique et Distribution.
1991: The Year Punk Broke est un documentaire dirigé par Dave Markey sorti en 1992. Il montre la tournée en Europe de plusieurs groupes de punk et de rock indépendant en 1991. Le documentaire est dans l'ensemble centré sur Sonic Youth et Nirvana mais on y retrouve aussi Dinosaur Jr, Babes in Toyland, Gumball et les Ramones. Dans le film apparaissent également Mark Arm, Dan Peters et Matt Lukin de Mudhoney, Courtney Love, et Joe Cole (en), qui a été tué au cours d'un vol trois mois après la fin de la tournée. Le film lui est dédié.
Ce documentaire est particulièrement intéressant puisqu'il montre deux groupes phares du rock indépendant alors en pleine ascension, en particulier Nirvana, qui avec la sortie en automne de la même année de l'album Nevermind a représenté un véritable tremblement de terre dans le paysage musical de l'époque.
Chaque chanson live est suivie d'une séquence off stage où l'on retrouve les musiciens de la tournée, à l'humour déjanté et quelquefois douteux.
Initialement publié en VHS le film est réédité en 2011 accompagné de séquences inédites.

## Chansons

### Sonic Youth
- Schizophrenia
- Brother James
- Teen Age Riot
- Dirty Boots
- I Love Her All the Time
- Mote
- Kool Thing
- Expressway to Yr Skull
- White Kross
- Orange Rolls/Angel's Spit

### Nirvana
- Negative Creep
- School
- Endless, Nameless
- Smells Like Teen Spirit
- Polly
- In Bloom

### Dinosaur Jr
- Freak Scene
- The Wagon

### Babes in Toyland
- Dust Cake Boy

### Gumball
- Pre

### The Ramones
- Commando

## Présents dans le film
- Mark Arm (Mudhoney)
- Lori Barbero (Babes In Toyland)
- Kat Bjelland (Babes In Toyland)
- Nic Close
- Kurt Cobain (Nirvana)
- Joe Cole
- Don Fleming (Gumball)
- Kim Gordon (Sonic Youth)
- Dave Grohl (Nirvana)
- Mike Johnson
- Dave Kendall
- Michelle Leon (Babes In Toyland)
- Courtney Love
- Matt Lukin (Mudhoney)
- Dave Markey
- J. Mascis
- Craig Montgomery
- Thurston Moore (Sonic Youth)
- Bob Mould
- Murph
- Krist Novoselic (Nirvana)
- Dan Peters (Mudhoney)
- Dee Dee Ramone
- Joey Ramone
- Johnny Ramone
- Marky Ramone
- Lee Ranaldo (Sonic Youth)
- Susanne Sasic
- Steve Shelley (Sonic Youth)
- Jay Spiegel
- Peter Vanderbilde
- Eric Vermillion (Gumball)